# Alcyon-Riedel
Alcyon-Riedel, Fama, Aleph en Blomme & Lecomte zijn Belgische historische merken van fietsen en motorfietsen van dezelfde fabrikant.
De bedrijfsnaam was: Ets. Blomme & Lecomte SPRL, Doornik.
Blomme & Lecomte SPRL was een klein Belgisch bedrijf dat vanaf 1952 fietsen en lichte motorfietsen produceerde onder de namen Fama en Alcyon. De motorfietsen hadden een 99cc-Riedel-motorblokje met een liggende cilinder. Het waren veelal vlotte modellen die voorzien waren van een telescoopvork en achtervering. De "Alcyonette" was echter een zeer eenvoudig ontwerp zonder vering.
Men bouwde ook de Aleph-tandems met een Sachs-tweetaktmotor en onder de naam Blomme & Lecomte werden ook bromfietsen met Victoria-blokjes gemaakt.
In 1954 verdwenen al deze merken van de markt.
Blomme en Lecomte waren ook importeur van NSU, Alcyon en Kreidler in Oost- en West-Vlaanderen.